# Papovirus SV-40
SV-40 es un acrónimo (en inglés) para virus 40 vacuolado del simio o  virus simio 40,  es un poliomavirus hallado tanto en monos como en humanos perteneciente a la especie Macaca mulatta polyomavirus 1. Su nombre proviene del efecto que provoca en las células de mono verde Chlorocebus infectadas, que desarrollaban un número inusual de vacuolas.  Tal como otros poliomavirus, el "SV-40" es un virus ADN  que tiene el potencial de causar tumores, aunque mayormente persiste como una infección latente.
El descubrimiento del SV-40 reveló que entre 1955 y 1963 en torno al 90% de los niños y al 60% de los adultos en EE. UU. se les había administrado vacunas contra la polio contaminadas con SV40.

## Historia
El virus SV-40 fue identificado por primera vez en 1960 por Ben Sweet y Maurice Hilleman al descubrir que entre el 10-30% de las vacunas contra el poliovirus en EE. UU. estaban contaminadas por SV-40. Dos años después, el grupo de Bernice Eddy describió la función oncogénica del SV-40 al inducir sarcoma y ependimomas en hámsteres inoculados con células de mono infectadas con SV40. La secuencia completa de ADN del virus fue secuenciada por Walter Fiers y su equipo en la Universidad de Gante (Bélgica) en 1978.

## Contaminación de la vacuna contra la Polio
Apenas descubierto, el SV40 se identificó en la forma inyectable de la vacuna de polio producida entre 1955 y 1961. Se cree que fue debido a células renales de monos infectados usados para amplificar al virus de la vacuna durante su producción.  Tanto la vacuna oral de Sabin (oral, virus atenuado) y la de Salk  (inyectable, virus muerto) estuvieron afectadas;  y la técnica para inactivar el virus de la polio de la vacuna Salk, por medio del formaldehído, fue inútil para matar al SV40.
Fue difícil detectar pequeñas cantidades del virus hasta el advenimiento del test reacción en cadena de la polimerasa (PCR); por lo que las muestras almacenadas de vacuna hechas después de 1962 tienen el test negativo para SV40,  pero en las muestras anteriores a 1962 pueden haber estado.  Así, quizás más de 10 millones de personas recibieron lotes de vacuna potencialmente contaminada, y no hay manera de saber si fueron expuestos al virus, y si fue así, si la cantidad y la ruta llevarían a causar infección.  También se desconoce cuanto se expandió el virus entre humanos antes de los 1950s. Hay un estudio donde el 12% de una muestra de estudiantes de medicina alemanes, en 1952 tenían anticuerpos SV40. Se desconoce si el virus se transmite entre humanos.
Un análisis presentado en la Conferencia de Sustratos de células para Vacunas en 2004  sugirió que las vacunas usadas en el bloque soviético, China, Japón, África, pudieron estar contaminadas aún en 1980, significando que centenares de millones más habían estado expuestos al virus, a sabiendas del mundo científico.

## Virología
El SV-40 consiste en un virión icosaédrico desnudo con un genoma de ADN circular de doble cadena de aproximadamente 5kb. El virión se adhiere a la superficie celular en el Complejo mayor de histocompatibilidad  clase I mediante la glicoproteína vírica VP1. La penetración a la célula es a través de una vesícula con caveolina. En el interior del núcleo de la célula, la ARN polimerasa II celular promueve la expresión de genes tempranos que dan lugar a un ARNm; que da origen a los antígenos T grande y pequeño.
El antígeno T grande tiene dos funciones: 5% irá a la membrana plasmática de la célula y el 95% volverá al núcleo. Una vez en el núcleo el antígeno T grande se une a tres sitios de ADN virales, I, II, y III. La unión de los sitios I y II autorregula la síntesis de ARN temprano. La unión al sitio II se lleva a cabo en cada ciclo celular. La unión al sitio I inicia la replicación del ADN en el origen de replicación. La transcripción temprana produce dos ARN empalmados, ambos de 19s. La transcripción tardía produce ARNm 16s más largo, que sintetiza la proteína viral VP1 de la cápside, y 19s más pequeños, que originan VP2 y VP3 mediante Leaky Scanning. Todas las proteínas, además del 5% de la T grande, vuelven al núcleo porque el ensamblado de la partícula viral ocurre allí. La eventual liberación de las partículas virales es citolítica y resulta en la muerte celular.

## SV-40 en animales
El virus tiene dormancia y no muestra efectos visibles en monos Rhesus, ha sido hallado en muchas poblaciones de macacos libres, donde es rara causa de enfermedad. Sin embargo, en monos inmunodeficientes—debido, por ej., a infección con el  virus de inmunodeficiencia en simios— el SV-40 actúa muy parecido a los poliomavirus virus JC y virus BK humanos, productores de enfermedad renal y a veces de una desmielinización similar a la leucoencefalopatía multifocal progresiva. En otras especies, particularmente hámsters, el SV-40 causa una variedad de tumores, generalmente sarcomas.
En ratas, el antígeno T SV40 grande se usó para establecer un modelo de tumor cerebral para los tumores primitivos neuroectodermales y meduloblastomas. Los mecanismos moleculares por el cual el virus se reproduce y altera funciones celulares eran previamente desconocidos, y la investigación sobre el SV-40 incrementó vastamente el entendimiento biológico de la expresión génica y la regulación del crecimiento celular.

## Papel teórico en enfermedades humanas
No se ha probado que el SV40 sea causa de enfermedad en humanos, pero estudios sugieren un vínculo con el cáncer sobre la base de la presencia de relativamente grandes cantidades de algo parecido a fragmentos de ADN de SV-40 en algunos tejidos tumorales, particularmente mesoteliomas y linfomas no hodgkinianos, sin embargo otros estudios atribuyen esta relación a falsos positivos por contaminación de muestras en laboratorio con el virus.  Aún no hay consenso sobre el significado de esos hallazgos.
El Instituto Nacional del Cáncer de Estados Unidos, anunció en 2004 que a pesar de que el SV-40 causa cáncer en algunos modelos animales, la "Se ha acumulado evidencia epidemiológica considerable para indicar que el SV40 probablemente no causa cáncer en los seres humanos". Este anuncio contrasta con un estudio de 2002 realizado por la Academia Nacional de Ciencias del comité de Revisión de Seguridad de Inmunización que declaró: "el Comité concluye que la evidencia biológica es moderada sobre que la exposición a SV-40 podría conducir cáncer en los seres humanos bajo condiciones naturales".

### Daño en p53
Se cree que el SV40 suprime las propiedades transcripcionales del p53, supresor de tumores en humanos, a través del antígeno T SV40 grande y del antígeno T SV40 pequeño.  p53 es responsable de iniciar la muerte celular [apoptosis], o la detención del ciclo celular cuando una célula es dañada.  Un gen mutado p53 puede contribuir a la proliferación celular descontrolada, lo que deriva en un tumor.